# مردان گریه نمی‌کنند
مردان گریه نمی‌کنند (بوسنیایی: Muškarci ne plaču) یک فیلم است که در سال ۲۰۱۷ منتشر شد.